# Arisaema wilsonii
Arisaema wilsonii är en kallaväxtart som beskrevs av Adolf Engler. Arisaema wilsonii ingår i släktet Arisaema och familjen kallaväxter. Inga underarter finns listade.